# Jurij Ajrapetjan
Jurij Ajrapetjan (ukrainisch Юрій Рачіковіч Айрапетян Jurij Ratschikowitsch Ajrapetjan; Schreibweise beim Weltschachbund FIDE: Yuriy Ajrapetjan; * 18. April 1988 in Jerewan) ist ein ukrainischer Schachspieler.

## Leben
Ajrapetjan absolvierte mit Auszeichnung ein Studium an der Nationalen Taurischen Wernadskyj-Universität. Er ist als Volkswirt bei einer ukrainischen Bank beschäftigt.

## Erfolge
Mit einer Elo-Zahl von 2502 ist Ajrapetjan in der ukrainischen Elo-Rangliste derzeit auf Platz 56 (Stand: September 2016). Zwischen 2004 und 2007 hat er mehrere nationale Turniere gewonnen. Im Februar 2005 wurde ihm der Titel Internationaler Meister verliehen. Der Großmeister-Titel wurde für ihn im Dezember 2007 beantragt. Da er die notwendigen Normen bei Normen-Turnieren in Aluschta machte (+ 83,70 Elo-Punkte), die in der Auswertung für Januar 2008 Berücksichtigung fanden, wurde ihm der Titel erst dann verliehen. Seine höchste Elo-Zahl erreichte er im Juli 2009 mit 2537.